# Thionne
Thionne est une commune française située dans le département de l'Allier, en région Auvergne-Rhône-Alpes.

## Géographie
Ses communes limitrophes sont :
| Mercy      |         | Vaumas             |
| Saint-Voir | Thionne | Châtelperron       |
| Treteau    |         | Jaligny-sur-Besbre |

### Climat
Pour des articles plus généraux, voir Climat d'Auvergne-Rhône-Alpes et Climat de l'Allier.
En 2010, le climat de la commune est de type climat océanique dégradé des plaines du Centre et du Nord, selon une étude du CNRS s'appuyant sur une série de données couvrant la période 1971-2000. En 2020, Météo-France publie une typologie des climats de la France métropolitaine dans laquelle la commune est exposée à un climat océanique altéré et est dans la région climatique Centre et contreforts nord du Massif Central, caractérisée par un air sec en été et un bon ensoleillement.
Pour la période 1971-2000, la température annuelle moyenne est de 11,1 °C, avec une amplitude thermique annuelle de 16,6 °C. Le cumul annuel moyen de précipitations est de 799 mm, avec 11 jours de précipitations en janvier et 7,4 jours en juillet. Pour la période 1991-2020, la température moyenne annuelle observée sur la station météorologique de Météo-France la plus proche, sur la commune de Saint-Léon à 9 km à vol d'oiseau, est de 11,7 °C et le cumul annuel moyen de précipitations est de 857,2 mm,. Pour l'avenir, les paramètres climatiques de la commune estimés pour 2050 selon différents scénarios d'émission de gaz à effet de serre sont consultables sur un site dédié publié par Météo-France en novembre 2022.

## Urbanisme

### Typologie
Au 1er janvier 2024, Thionne est catégorisée commune rurale à habitat très dispersé, selon la nouvelle grille communale de densité à 7 niveaux définie par l'Insee en 2022.
Elle est située hors unité urbaine et hors attraction des villes,.

### Occupation des sols

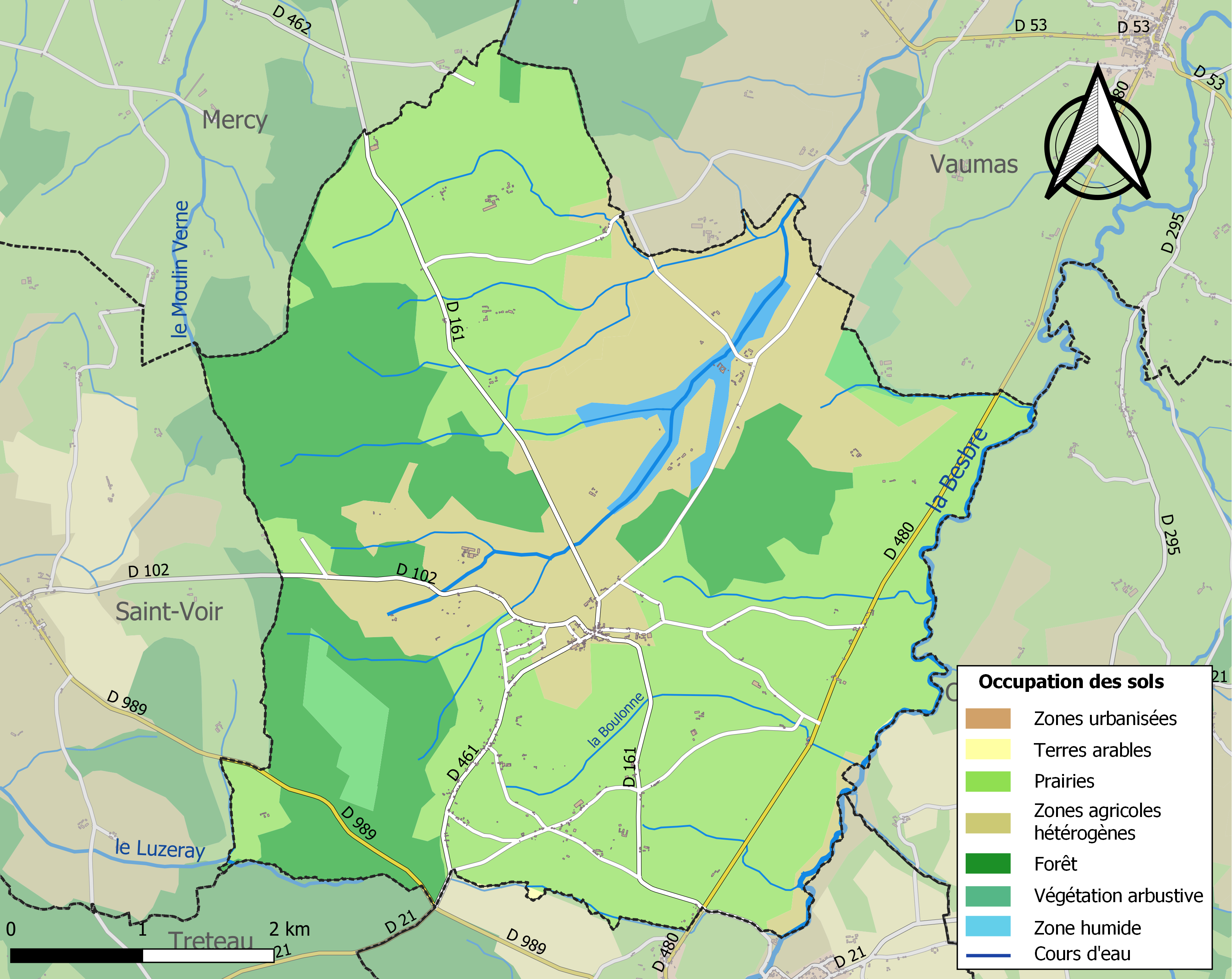
Carte des infrastructures et de l'occupation des sols de la commune en 2018 (CLC).

L'occupation des sols de la commune, telle qu'elle ressort de la base de données européenne d’occupation biophysique des sols Corine Land Cover (CLC), est marquée par l'importance des territoires agricoles (71,7 % en 2018), une proportion sensiblement équivalente à celle de 1990 (72,2 %). La répartition détaillée en 2018 est la suivante : prairies (49 %), forêts (24,2 %), zones agricoles hétérogènes (22,6 %), milieux à végétation arbustive et/ou herbacée (2,1 %), eaux continentales (1,9 %), terres arables (0,1 %).
L'IGN met par ailleurs à disposition un outil en ligne permettant de comparer l'évolution dans le temps de l'occupation des sols de la commune (ou de territoires à des échelles différentes). Plusieurs époques sont accessibles sous forme de cartes ou photos aériennes : la carte de Cassini (XVIIIe siècle), la carte d'état-major (1820-1866) et la période actuelle (1950 à aujourd'hui).

## Politique et administration
| Période                                  | Période                       | Identité           | Étiquette | Qualité |
| ---------------------------------------- | ----------------------------- | ------------------ | --------- | --- |
| Les données manquantes sont à compléter. |                               |                    |           | |
| mars 2001                                | octobre 2019 (décès)          | Jean-Paul Chérasse | PS        | Retraité de l'enseignement Conseiller général du canton de Jaligny-sur-Besbre (2004-2015) Vice-président du conseil général (2008-2015) |
| décembre 2019,                           | En cours (au 14 octobre 2024) | Monique Bouillot   |           | |

## Population et société

### Démographie
Les habitants de la commune sont appelés les Thionnois et les Thionnoises,.
L'évolution du nombre d'habitants est connue à travers les recensements de la population effectués dans la commune depuis 1793. Pour les communes de moins de 10 000 habitants, une enquête de recensement portant sur toute la population est réalisée tous les cinq ans, les populations de référence des années intermédiaires étant quant à elles estimées par interpolation ou extrapolation. Pour la commune, le premier recensement exhaustif entrant dans le cadre du nouveau dispositif a été réalisé en 2004.

En 2022, la commune comptait 282 habitants, en évolution de −13,23 % par rapport à 2016 (Allier : −1,38 %, France hors Mayotte : +2,11 %).
| 1793 | 1800 | 1806 | 1821 | 1831 | 1836 | 1841 | 1846 | 1851 |
| ---- | ---- | ---- | ---- | ---- | ---- | ---- | ---- | ---- |
| 763  | 700  | 763  | 693  | 804  | 808  | 813  | 870  | 809  |

| 1856 | 1861 | 1866 | 1872 | 1876 | 1881 | 1886 | 1891 | 1896 |
| ---- | ---- | ---- | ---- | ---- | ---- | ---- | ---- | ---- |
| 849  | 848  | 911  | 774  | 831  | 920  | 957  | 962  | 970  |

| 1901 | 1906 | 1911 | 1921 | 1926 | 1931 | 1936 | 1946 | 1954 |
| ---- | ---- | ---- | ---- | ---- | ---- | ---- | ---- | ---- |
| 936  | 907  | 888  | 748  | 685  | 617  | 620  | 597  | 524  |

| 1962 | 1968 | 1975 | 1982 | 1990 | 1999 | 2004 | 2006 | 2009 |
| ---- | ---- | ---- | ---- | ---- | ---- | ---- | ---- | ---- |
| 517  | 489  | 427  | 374  | 337  | 306  | 315  | 314  | 319  |

| 2014 | 2019 | 2022 | - | - | - | - | - | - |
| ---- | ---- | ---- | - | - | - | - | - | - |
| 318  | 290  | 282  | - | - | - | - | - | - |

## Culture locale et patrimoine

### Lieux et monuments
- Le château des Fougis (1593), parc de l'architecte paysagiste François-Marie Treyve.
- Le parc de sculptures Engelbrecht, dans les jardins et champs du château des Fougis. Sculptures monumentales en acier plein du sculpteur d'origine allemande Erich Engelbrecht (1928-2011).
- Le château des Gouttes (XVe siècle).
- L'église Notre-Dame (1887).
- L'ancienne chapelle Saint-Roch, aux Papillons (XVIe siècle).
- L'ancienne chapelle des Gouttes, construite en 1563 par Lionnel Raquin, seigneur des Gouttes, et son épouse Suzanne du Boys, elle était dédiée à Notre-Dame de Lorette. Une bulle du pape Pie V, du 9 septembre 1567, accordait l'autorisation d'y célébrer des offices paroissiaux et d'y administrer les sacrements au profit des seigneurs des Gouttes, de leur famille, de leurs serviteurs et des habitants de la métairie des Gouttes, située près du château[22]. Tombée en ruine à la fin du XXe siècle, il n'en subsiste aucun vestige.
- Le Moûtier, ancien prieuré bénédictin fondé au XIe siècle par Hector de Jaligny.

- La maison Guillaume, demeure à pan de bois récemment restaurée.

### Personnalités liées à la commune
- René Fallet (4 décembre 1927 - 25 juillet 1983), écrivain, citoyen d'honneur de Thionne.
- René Ferrier (1936-1998), né à Thionne, footballeur.